# یگینگ
یگینگ (به آلمانی: Jeging) یک منطقهٔ مسکونی در اتریش است که در برونو آم این واقع شده‌است. یگینگ ۶٫۵۸ کیلومتر مربع مساحت دارد ۴۸۶ متر بالاتر از سطح دریا واقع شده‌است.